# Drosera solaris
Drosera solaris ist eine fleischfressende Pflanzenart aus der Familie der Sonnentaugewächse  (Droseraceae) und wurde 2007 von Andreas Fleischmann, Andreas Wistuba und Stewart McPherson erstbeschrieben. Sie kommt endemisch in einem Gebirgszug im südamerikanischen Guyana vor.

## Beschreibung
Drosera solaris ist eine ausdauernde, krautige Pflanze. Sie bildet als Jungpflanze eine bodenständige Rosette, wächst mit zunehmendem Alter aber weiter in die Höhe, erreicht eine Wuchshöhe von bis zu zehn Zentimetern und bildet eine sich mehrfach verzweigende Sprossachse aus. Am oberen Ende der Sprossachse stehen die Blätter in Form einer Rosette, junge Blätter stehen aufwärtsweisend, ältere Blätter biegen sich zurück. Abgestorbenes Laub fällt nicht ab, sondern hängt an der Sprossachse herunter, um die es einen sich nach oben hin verdickenden Mantel bildet. 
Am Ansatz des Blattstiels, rund einen Millimeter an diesem angewachsen, finden sich miteinander verwachsene, anfangs weiße, später gelblich-braune Nebenblätter, häutig, 7,5 bis 8 Millimeter lang und zur Spreite hin in vier rund 7 Millimeter lange, schmal-lanzettliche bis fadenförmige, spitz zulaufende Segmente geschlitzt. Der grüne bis goldgelbe Blattstiel ist 7 bis 7,5 Millimeter lang und bis zu 1 Millimeter breit, auf seiner Oberseite fein papillös, an der Unterseite besetzt mit 1 bis 2 Millimeter langen, weißen Haaren. Die rote Blattspreite ist annähernd kreisförmig, an der Blattspitze abgerundet, 2 bis 3 Millimeter lang und 2 bis 2,5 Millimeter breit und am Rand sowie an der Oberseite mit gestielten Drüsen zum Beutefang besetzt.
Die ein oder zwei aufrecht stehenden Blütenstände sind 6 bis 7,5 Millimeter lang und tragen nur ein oder zwei Blüten. Der Blütenstängel ist, wenn überhaupt vorhanden, mit höchstens 0,2 Millimeter Länge extrem kurz. Der aufrechte Blütenstiel hingegen ist 4 bis 5,5 Millimeter lang und am Ansatz dicht behaart mit 1 bis 2,5 Millimeter langen, weißen Haaren. Zum Blütenansatz hin werden diese weniger, sind nur noch bis zu einem Millimeter lang und mit kurzgestielten Drüsenhaaren durchsetzt. Der glockenförmige Kelch ist 4 Millimeter lang und 3 Millimeter breit; auch er ist sowohl mit weißen, bis zu 0,5 Millimeter langen Härchen besetzt wie auch mit kurzgestielten Drüsenhaaren. Die breit-lanzettlichen, roten Kelchblätter sind 2 bis 2,5 Millimeter lang und auf halber Länge bis zu 2 Millimeter breit, stehen während der Blüte aufrecht und biegen sich bei der Frucht zurück. Die weißen Kronblätter sind breit umgekehrt-eiförmig, 2,5 Millimeter lang und 2 Millimeter breit.
Die weißen Staubfäden sind bis zu 0,2 Millimeter dick, das Konnektiv ist verbreitert, Staubbeutel und Pollen sind gelb. Der annähernd runde Fruchtknoten ist rund 1 Millimeter dick, glatt und grünlich-gelb. Es finden sich je drei am Ansatz ungeteilte, nach 0,1 Millimeter sich jedoch verzweigende, rund 2 Millimeter lange Griffel. Sie sind glatt, am Ansatz rötlich und zur Spitze hin weiß, die Narben sind zweigeteilt bis fächrig. Die Kapseln öffnen sich längs entlang der Kapselwände und bilden nach ihrer Öffnung eine Schale, in denen die Samen ruhen und aus der die Samen durch den „Aufschlag“ eines Regentropfens aus der Samenkapsel herausgeschleudert werden (Regentropfen- oder Splash-Cup-Verbreitung). Die eiförmigen bis annähernd runden Samen sind knapp 0,6 Millimeter lang, schwarz und glänzend.

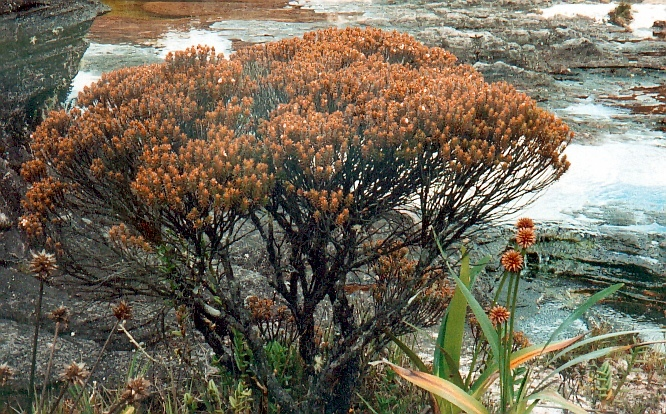
Bonnetia roraimae, vorne rechts Stegolepis guianensis

## Verbreitung und Habitat
Die Art ist nur von der Sammlung des Holotyps auf dem Mount Yakontipu in Guyana an der Grenze zu Brasilien im Dreiländereck mit Venezuela bekannt; Vorkommen auf benachbarten Berggipfeln werden aber vermutet. Drosera solaris gedeiht dort knapp unterhalb des Gipfels auf 2065 m Höhe auf einem Plateau in einer kleinen Lichtung eines Wolkenwaldes aus Bonnetia roraimae. Dort ist sie vergesellschaftet mit Sumpfkrug-Hybriden, Epidendrum-Arten, Stegolepis guianensis, Xyris-Arten und Orectanthe sceptrum. Der Standort liegt in lichtem Schatten auf torfigem Substrat mit viel Laub; vereinzelte vollsonnig stehende Exemplare sind besonders stark ausgefärbt. Standorte in Bonnetia roraimae-Wäldern scheinen essentiell zu sein. In den etwas weiter höher liegenden offenen Feuchtgebieten des Gipfels fehlt Drosera solaris, hier ist stattdessen Drosera roraimae weit verbreitet.

## Systematik
Drosera solaris wurde im September 2005 entdeckt und Ende 2007 von Andreas Fleischmann, Andreas Wistuba und Stewart McPherson erstbeschrieben. Das Artepitheton „solaris“ betont das strahlend-leuchtende Erscheinungsbild der Pflanzen. Obgleich sie oberflächlich Drosera meristocaulis ähneln, zeigt sich bei näherer Betrachtung ihre Verwandtschaft mit Drosera felix bzw. Drosera kaieteurensis. Vor allem die Samenausbreitung ist ein gemeinsames Merkmal; alle drei Arten sind Regenballisten. Wie diese wird sie in die Sektion Drosera der gleichnamigen Untergattung eingeordnet.

## Nachweise
- Andreas Fleischmann, Andreas Wistuba, Stewart McPherson: Drosera solaris (Droseraceae), a new sundew from the Guayana Highlands. In: Willdenowia. Band 37, 2007, S. 551–555. DOI:10.3372/wi.37.37214